# Bedri Gürsoy
Bedri Gürsoy (* 1. Januar 1902 in Istanbul; † 4. Februar 1994 ebenda) war ein türkischer Fußballspieler und -funktionär. Durch seine lange Tätigkeit für Fenerbahçe Istanbul wird er sehr stark mit diesem Verein assoziiert. Er war an mehreren wichtigen Erfolgen Fenerbahçes im Speziellen und des türkischen Fußballs im Allgemeinen beteiligt. So zählte er 1923 im General Harington Kupası zur Startelf Fenerbahçes und war im ersten Länderspiel der Türkischen Nationalmannschaft in der Startformation. Mit der türkischen Nationalmannschaft nahm Gürsoy an den Olympischen Sommerspielen 1924 teil. Nach seiner Fußballkarriere arbeitete er mehrere Male für Fenerbahçe als Vereinsfunktionär.

## Karriere

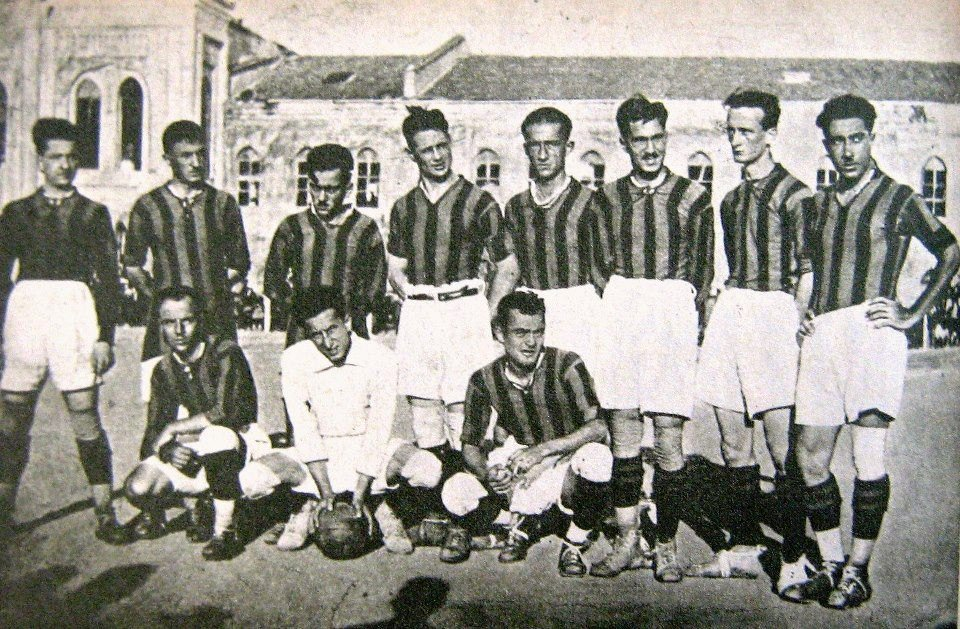
Fenerbahçe (1922/23), von links nach rechts: Hintere Reihe - Bedri Gürsoy, Zeki Rıza Sporel, Ömer Tanyeri, İsmet Uluğ, Sabih Arca, Cafer Çağatay, Fâhir Yeniçay, Kadri Göktulga, Fâhir Yeniçay
Vordere Reihe - Ragıp Mağden, Şekip Kulaksızoğlu, Alaattin Baydar.

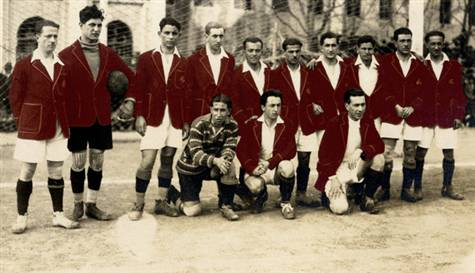
Anlässlich eines Freundschaftsspiels gegen eine Wiener Auswahlmannschaft zusammengestellte Istanbuler Auswahlmannschaft aus den Spielern von Fenerbahçe Istanbul und Galatasaray Istanbul. Hintere Reihe ganz links: Bedri Gürsoy.

### Vereine
Gürsoy begann mit dem Vereinsfußball in der Jugendmannschaft von Fenerbahçe Istanbul. Gürsoy erlebte zu dieser Zeit den Eintritt des Osmanischen Reiches in den Ersten Weltkrieg im August 1914 mit und wurde aufgrund seines jungen Landes nicht den Kriegsdienst eingezogen. Da das Osmanische Reich zu den Verlierermächten gehörte, wurde mit dem Ende des Ersten Weltkrieges dessen Hauptstadt Istanbul von militärischen Truppen der Briten, Franzosen und Italiener besetzt. Infolge der Kriegssituation und der anschließenden Besetzung Istanbuls wurde die İstanbul Cuma Ligi (dt. Istanbuler Freitagsliga), die damals renommierteste Liga des Landes, nach dem Sommer 1920 fortgeführt. Die englischen Gruppen organisierten eigene Vereine und auch eine Liga.
Während der Besatzungszeit gründeten die englischen und französischen Besatzungstruppen ihre eigenen Vereine und organisierten auch mehrere Ligasysteme. Bis auf Fenerbahçe lehnten es alle anderen türkischen Vereine ab, mit den Besatzermannschaften in einer Liga zu spielen. Fenerbahçe nahm neben seiner Tätigkeit an der Freitagsliga in der sehr erfolgreich an diesen Ligen und Turnieren teil und gewann 60 der 68 Spiele gegen die Besatzerteams, spielte vier Mal unentschieden und verlor lediglich vier Partien. Dieser Umstand hatte zur Folge, dass die Popularität von Fenerbahçe unter der einheimischen Bevölkerung erheblich stieg und die Spiele als Spiegelbild der angespannten Situation innerhalb der Stadt wurde. In diesem Umfeld wurde Gürsoy im Sommer 1921 in die erste Mannschaft Fenerbahçe' aufgenommen und nahm mit ihr u. a. an der Freitagsliga teil. In seiner ersten Saison wurde er mit Fenerbahçe hint der Erzrivalen Galatasaray Istanbul Vizemeister dieser Liga. Die zweite Saison, die Spielzeit 1922/23, gewann er mit seiner Mannschaft die Meisterschaft der Freitagsliga. Diese errungene Meisterschaft, in der Fenerbahçe 12 Spielen bestritt, erreichte die Mannschaft ungeschlagen und ohne ein einziges Gegentor.
Vor dem Ende der Besatzung Istanbuls organisierte der Befehlshaber aller Besatzungstruppen Istanbuls, General Charles Harington Harington, ein nach ihm benanntes Pokalspiel, den General Harington Kupası. Für dieses Spiel, auf dessen Sieg Harington sehr großen Wert legte, organisierte er höchstpersönlich ein Auswahlturnier innerhalb der Besatzermannschaften, an denen die Mannschaften Irish Guards, Grenadiers Guards und Coldstream Guards teilnahmen. Nach den Turnierspielen wählte er aus diesen drei Mannschaften die aus seiner Sicht geeignetsten Spieler aus. Zusätzlich ließ er extra für dieses Spiel aus den in Ägypten und Gibraltar stationierten britischen Truppen vier Profifußballspieler nach Istanbul holen. Aus all diesen Fußballspielern ließ er eine Mannschaft aufstellen, die er Coldstream Guards taufte. Anschließend ließ er in einer Tageszeitung die Annonce drucken, dass die Coldstream Guards die türkischen Mannschaften herausfordere und diese mit beliebiger Zusammenstellung im General-Harrington-Pokal gegen sie antreten könne. Auf diese Zeitungsannonce antwortete Fenerbahçe damit, dass sie lediglich mit ihrem eigenen Kader die Herausforderung annehmen werden. So traten beide Teams am 29. Juni 1923 im Taksim-Stadion gegeneinander an. Gürsoy zählte bei diesem historischen Spiel zur Startelf seiner Mannschaft. Das prestigeträchtige Spiel entschied Fenerbahçe mit 2:1 für sich und sorgte bei der einheimischen Bevölkerung für große Freude.
Unmittelbar nach diesem Spiel sagte Gürsoy die im Zusammenhang des General Harington Kupası und der Besatzung Istanbuls oft zitierten Worte: Wir sind das einzige Land, das einen Krieg sowohl mit dem Geschützball als auch mit dem Fußball gewinnen konnte (türkisch: Hem havan topuyla, hem futbol topuyla savaş kazanan tek ülke biziz).
Mit dem Ende der Besatzung Istanbuls und der Staatsgründung der modernen Türkei, wurde auch der Fußball in Istanbul reformiert. Nachdem zuvor in einigen Spielzeiten mehrere Istanbuler Ligen wie Freitagsliga und Sonntagsliga parallel existierten und miteinander konkurrierten, wurde im Sommer die İstanbul Futbol Ligi (dt. Istanbuler Fußballliga) eingeführt. Diese Liga ersetzte bzw. vereinigte alle vorherigen Ligen und sorgte dafür, dass alle bekannten Istanbuler Vereine in der gleichen Liga spielten. Gürsoyy nahm mit seiner Mannschaft fortan an dieser Liga teil und spielte bis zum Sommer 1929 für Fenerbahçe in dieser Liga, ohne einmal die Meisterschaft dieser Liga gewinnen zu können. Lediglich in der Spielzeit 1924/15 nahm er mit seinem Verein nicht am Wettbewerb dieser Liga teil. In der Spielzeit 1926/27 befand er sich im Kader, blieb aber ohne Spieleinsatz für Fenerbahçe.

### Nationalmannschaft
Gürsoy kam im ersten Spiel der Türkischen Nationalmannschaft zu seinem ersten Länderspieleinsatz. In der Partie gegen die Rumänische Nationalmannschaft befand er sich in der Startelf und spielte über die volle Spielzeit.
Mit der Türkischen Auswahl nahm Gürsoy an den Olympischen Sommerspielen 1924 teil. Insgesamt absolvierte er zwölf Länderspiele und erzielte dabei ein Tor.

## Tod
Am 4. Februar 1994 verstarb Gürsoy. Er wurde am nächsten Tag nach dem Mittagsgebet in der Istanbuler Moda-Moschee auf dem Karacaahmet Friedhof beigesetzt. Zu seiner Beerdigung waren neben der Vereinsführung Fenerbahçe auch viele Prominente und Politiker anwesend.

## Erfolge
Fenerbahçe Istanbul
- İstanbul Cuma Ligi: 1922/23
- General Harington Kupası: 1923

Nationalmannschaft
- Teilnahme an den Olympischen Sommerspielen: 1924